# Index podání barev

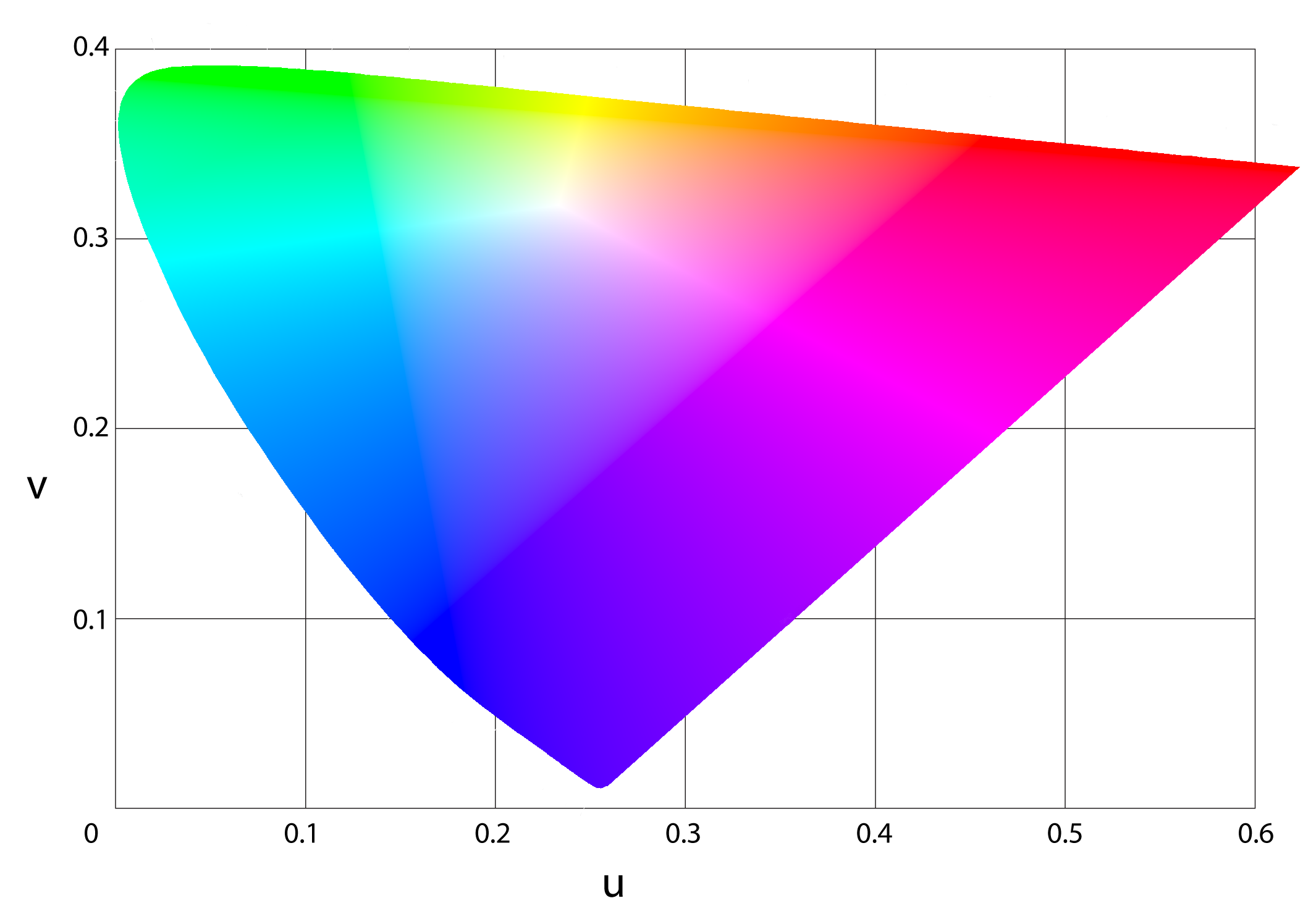
CIE 1960 UCS. MacAdamsův (u,v) diagram chromatičnosti.

Index podání barev Ra (CRI – color rendering index) je hodnocení věrnosti barevného vjemu, který vznikne osvětlením z nějakého zdroje, v porovnání s tím, jaký barevný vjem by vznikl ve světle slunce.
Hodnota Ra může mít hodnotu až 100.[zdroj⁠?!] Hodnota Ra=0 znamená, že při tomto osvětlení není možno rozeznat barvy. Naproti tomu Ra=100 znamená, že daný světelný zdroj má přirozené podání barev.

## Věrnost barev podle zdrojů světla
Některé orientační hodnoty Ra:
- žárovka – 100,
- zářivka – 80, ergonomická hranice pro běžné lidské pohodlí, obzvláště v domácím prostředí,
- sodíková vysokotlaká výbojka – 20–40,
- sodíková nízkotlaká výbojka – −44, úplně bez barevného podání.[zdroj⁠?!]

## Značení zářivek
U zářivek (lineárních, kompaktních i tzv. úsporek) je hodnota indexu podání barev součástí typového označení. V typovém označení první číslice za lomítkem určuje velikost indexu podání barev v desítkách procent. Příklad: L 18W/840 je lineární zářivka s příkonem 18W, indexem podání barev 80 (tzv. třípásmová zářivka) a barvou světla (= barevná teplota, chromatičnost) 4000 K, tj. tzv. neutrální bílá.
Mezi další často využívané barvy světla patří tzv. teplá bílá, odpovídající teplotě chromatičnosti 2700 K nebo 3000 K.
Jelikož v některých prostorech (např. kožní oddělení nemocnic, oddělení kontroly barev výrobních linek, apod.) vyžadují právní předpisy hodnotu Ra 90, vyrábí se zářivky i v této speciální úpravě. Zvýšení Ra však doprovází mírné snížení světelného toku při stejném příkonu zdroje (tj. snížení účinnosti zdroje).

## Podání barev pod výbojkami
U sodíkových výbojek se upřednostňují z hlediska podání barev výbojky vysokotlaké (používané např. v Česku) s oranžovým světlem, u kterých sice dochází ke zkreslení barev, ty však jsou stále rozlišitelné.
Nízkotlaké výbojky (používaných zejména v západní Evropě) neumožňují od sebe různé barvy odlišit a proto jsou nevhodné pro osvětlení komunikací, kde je barevné vnímaní z hlediska bezpečnosti klíčové.